# Mason Burstow
Mason Burstow, né le 4 août 2003 à Londres en Angleterre, est un footballeur anglais qui évolue au poste d'avant-centre avec les Bolton Wanderers.

## Biographie

### En club
Né à Londres en Angleterre, Mason Burstow est formé par Welling United et Maidstone United avant de poursuivre sa formation au Charlton Athletic.
Le 1er février 2022, lors du mercato hivernal, Mason Burstow signe en faveur du Chelsea FC. Il reste toutefois en prêt à Charlton jusqu'à la fin de la saison,.
Il arrive ensuite à Chelsea à l'été 2022 et joue son premier match en équipe première le 20 août 2023, lors d'une rencontre de Premier League face à West Ham United. Il est titularisé et son équipe est battue par trois buts à un.
Lors du dernier jour du mercato estival 2023, Burstow est prêté par Chelsea au Sunderland AFC pour une saison.
Le 16 août 2024, Mason Burstow rejoint Hull City. Il signe un contrat de quatre ans, soit jusqu'en juin 2028.

### En sélection
Mason Burstow représente l'équipe d'Angleterre des moins de 19 ans, jouant deux matchs en 2023.